# Parapsammophila bakeri
Parapsammophila bakeri är en biart som först beskrevs av Sievert Allen Rohwer 1922.  Parapsammophila bakeri ingår i släktet Parapsammophila och familjen grävsteklar. Inga underarter finns listade i Catalogue of Life.